# Римска колония
Вижте пояснителната страница за други значения на колония.
Колония (на латински: colonia; мн. ч.: coloniae) по време на Древен Рим е планирано изградено селище извън столицата Рим и територия с такива селища, в повечето случаи завоювана чрез война.
По време на Римската република има 2 вида колонии в Италия:
- coloniae civium Romanorum, в която са заселват римски граждани, които запазват римското си гражданство и получават чрез жребий късче земя;
- coloniae Latinae, чиито жители имат „латинско“ гражданство, могат да живеят в Рим и да получат римско гражданство.

Към края на Републиката се уреждат първите колонии извън Италия за оземляване на безземлените граждани на столицата и ветераните.
По време на Империята съществуват т.нар. „Titularcolonien“, което означава вече съществуващи градове, които получавали правото на колония. В началото жителите на една Colonia civium Romanorum са били освободени от данъци, което по-късно не съществувало.
Примери за колонии по време на Римската империя:
- в Италия:
  - Помпей 80 пр.н.е. става колония, когато тук са заселени 2000 ветерани
- в Долна Германия:
  - Colonia Claudia Ara Agrippinensium, днес Кьолн
  - Colonia Ulpia Traiana при Ксантен
- в Галия Белгика
  - Augusta Treverorum, днес Трир
- в Реция
  - Augusta Vindelicorum, днес Аугсбург
- в Норик
  - Colonia Aurelia Antoniana Ovilabis, днес Велс
- в Панония
  - Карнунт (Carnuntum), ок. 40 км източно от Виена
  - Colonia Claudia Savaria, днес Сомбатхей
- в Британия:
  - Линкълн (Lincoln), преди Lindum Colonia
  - Колчестър (Camulodunum, Colchester), първо Colonia Claudia Victricensis
  - Eboracum, по-късно Colonia Eboracensium, днес Йорк
- в Юдея:
  - Йерусалим, след въстанието на Бар Кохба като Colonia Aelia Capitolina, новооснован
- в Мизия:
  - Улпия Ескус (Colonia Ulpia Oescus) на Дунав, днес в Северна България
  - Рациария (Colonia Ulpia Ratiaria), на Дунав, днес в Северна България
- в Африка:
  - Colonia Thaenae, 12 km от Sfax
  - Colonia Iunonia Carthago (122 пр.н.е. планувано, но отменено) – тогава като Colonia Iulia Concordia Carthago (29 пр.н.е.), реализирано в Картаген (след унищожението от римляните)

Колониите не трябва да се бъркат с римските провинции.